# Parides vertumnus
Espèce
Parides vertumnus est une espèce d'insectes lépidoptères (papillons) de la famille des Papilionidae, de la sous-famille des Papilioninae, tribu des Troidini, sous-tribu des Troidina et du genre Parides.

## Dénomination
- Parides vertumnus a été décrit par l'entomologiste hollandais Pieter Cramer en 1779 sous le nom initial de Papilio vertumnus [1]
- La localité type pour l'espèce est le Surinam[2].

### Synonymie
- Papilio vertumnus (Cramer,1779) protonyme

### Noms vernaculaires
Il se nomme Vertumnus Cattleheart en anglais.

## Taxinomie
- Il fait partie du Groupe de l'anchises ; Liste des sous-espèces [2],[4].
- Parides vertumnus vertumnus ; présent en Guyane, Guyana, au Surinam dans l'est du Venezuela et au Brésil.

Synonymie pour cette sous-espèce
Papilio phronius (Lucas, 1852)
Papilio cixius (Gray, 1853)
- Parides vertumnus astorius (Zikán, 1940) ; présent au Pérou.
- Parides vertumnus autumnus (Staudinger, 1898) ; présent au Pérou.

Synonymie pour cette sous-espèce
Papilio vertumnus autumnus (Staudinger, 1898)
- Parides vertumnus bogotanus (C. & R. Felder, 1864) ; présent en Colombie, en Équateur au Pérou et au Brésil.

Synonymie pour cette sous-espèce
Papilio vertumnus bogotanus  (C. & R. Felder, 1864)
- Parides vertumnus cutora (Gray, [1853]); présent au Brésil.

Synonymie pour cette sous-espèce
Papilio cutora (Gray, 1853)
- Parides vertumnus diceros (Gray, [1853]) ; présent au Brésil.

Synonymie pour cette sous-espèce
Papilio diceros (Gray, 1853)
Papilio idalion ( C. & R. Felder, 186)5
- Parides vertumnus pseudobogotanus (Krüger, 1926) ; présent en Guyane.
- Parides vertumnus pyrophanus (Zikán, 1937) ; présent au  Venezuela,  en Colombie et au Brésil.
- Parides vertumnus yuracares (Rothschild & Jordan, 1906) ; présent en Bolivie, au Pérou et au Brésil

Synonymie pour cette sous-espèce
Papilio vertumnus yuracares (Rothschild & Jordan, 1906) 
Papilio vertumnus nigripalpus (Röber, 1929)

## Description
Parides vertumnus est un papillon marron iridescent d'une envergure d'environ 75 mm à 83 mm au fort dimorphisme sexuel Les mâles présentent aux ailes antérieures une tache crème à verdie et aux ailes postérieures une ornementation de taches rouges de grandeur variable alors que les femelles n'ont qu'une tache ronde blanche variable et inconstante aux antérieures et une ornementation de taches roses aux ailes postérieures,.

## Biologie
Parides vertumnus autumnus vole au Pérou de janvier à Mars puis de juillet à septembre.

### Plantes hôtes
Les plantes hôtes de sa chenille sont des aristoloches dont Aristolochia acutifolia, Aristolochia elegans et  Aristolochia odoratissima.

## Écologie et distribution
Il est présent en Guyane, Guyana, Surinam, Venezuela,  en Colombie, Équateur, au Pérou et au Brésil.

### Biotope
Il réside dans la forêt tropicale.

### Protection
Pas de statut de protection particulier.